# Estancia San Pedro
Estancia San Pedro es una estancia privada ubicada dentro de la jurisdicción de la junta de gobierno de Arroyo Gená del distrito Gená del departamento Uruguay, en la provincia de Entre Ríos, República Argentina. Es considerada como localidad por el INDEC a partir del censo 2001. Se desarrolla como un caserío a lo largo de un camino rural ubicado 4 km al oeste del río Gualeguaychú, y 20 km al sudoeste de Villa Elisa. Desde esta estancia salió la partida que ultimó a Justo José de Urquiza el 11 de abril de 1870, liderada por Simón Luengo, acompañado por Nicomedes Coronel entre otros.
La población de la localidad era de 64 personas en 2001 y no fue considerada localidad en el censo de 1991.
La estancia es una de las más antiguas de la provincia, fue comprada en 1846 por Urquiza y fue administrada por su descendientes hasta su venta en 2005, utilizándosela para el turismo rural. Son 6 500 hectáreas de producción agrícola y ganadera. Cuenta con un templo católico. Originalmente no había en ella vivienda por su escasa distancia a San José, pero luego se construyó una vivienda para el administrador. Luis María Campos quien se casó con la hija de Urquiza anexó a la misma varios campos más completando unas 70 mil hectáreas. Para semejante propiedad se fue formando todo un pueblo en sí mismo para su administrador, que se estima albergó unas 400 personas. 

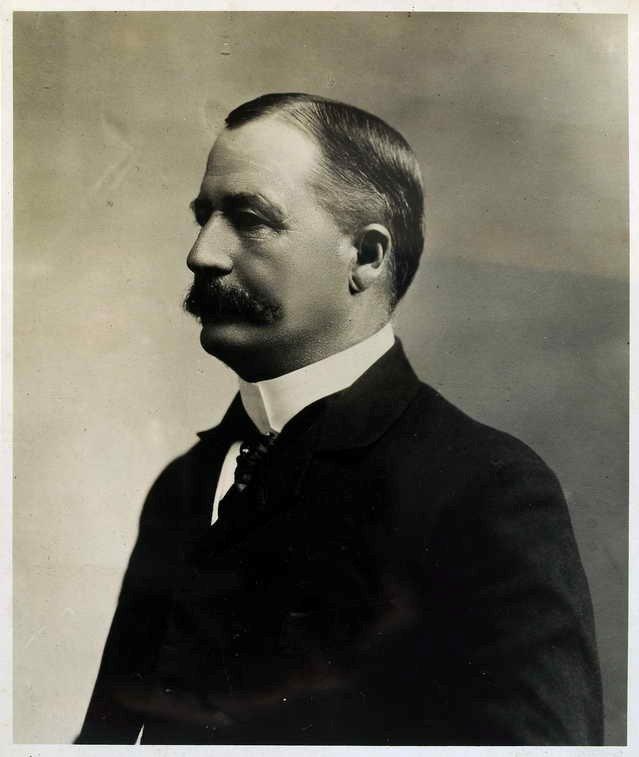

El parque de 180 hectáreas que rodea la casa principal fue diseñado por el arquitecto Carlos Thays, quien se distinguió por ser un diseñador integral de jardines: no solo se ocupaba del aspecto vegetal en si, sino que contemplaba todas las facetas que involucran la creación de un parque. Por supuesto que el equipamiento de los mismos era un tema fundamental y a él se abocaba produciendo proyectos generalmente muy complejos desde el punto de vista estructural y decorativo. Lo mismo ocurría con la dotación de esculturas necesarias para una decoración suntuosa como las mansiones que acompañaban.
Por otro lado, la casa fue diseñada en 1928 con estilo Tudor. En el pueblo se alcanzó a construir panadería, escuela, enfermería y hasta pulpería.